# 舟橋諄一
舟橋 諄一（ふなばし じゅんいち、1900年5月31日 - 1996年11月21日）は、日本の法学者（民法）。九州帝国大学名誉教授。穂積重遠、末弘厳太郎に師事。藍綬褒章受章。

## 経歴
- 大分県出身[1]
- 1924年 東京帝国大学法学部卒業
- 1929年 九州帝国大学法学部助教授
- 1930年 九州帝国大学法学部教授
- 1949年 九州大学法学部長
- 1964年 九州大学名誉教授
- 1979年 藍綬褒章受章

1930年には北九州市に開校された九州法学校の理事に就任、同校で民法の講義も行った。九州大学退官後は法政大学教授、創価大学教授、八幡大学社会文化研究所客員教授などを歴任した。

## 評価
不動産登記法・物権法に関する研究で著名である。民法177条の「第三者」に何らかの主観的な制限をつけるべきかという問題において、舟橋は、当初悪意者排除説を主張していたが、その後、牧野英一が提唱した、単なる悪意者は含まれないが、背信的悪意者は排除されるとの背信的悪意者排除説に改説した。その後、川島武宜の賛同を得てから段々と支持者が増え、2008年現在、確定した判例になっている。

## 著作
- 『不動産登記法』（日本評論社、1937年）
- 『民法総則』（弘文堂、1954年）
- 『物権法』（有斐閣法律学全集、1960年）
- 法学概論 青山道夫共編 有斐閣 1952

### 翻訳
- 民法典への訣別 フランツ・シュレーゲルベルゲル 惇信堂 1944